# William Wotton
William Wotton (13 de agosto de 1666 - 13 de febrero de 1727) fue un teólogo, erudito y escritor inglés. Fue celebrado por su habilidad en aprender lenguas, incluyendo siríaco, caldeo, o árabe. Miembro del St John's College de la Universidad de Cambridge y capellán del conde de Nottingham. Es recordado por haber tomado parte en la querella entre Antiguos y Modernos, en favor de los últimos, polemizando con Sir William Temple. Lleno de deudas y perseguido por sus acreedores, se fugó a Gales, donde bajo nombre falso, William Edwards, aprendió la lengua del país y estudió sus leyes medievales, que llegó a publicar. Destacan sus obras Reflections upon Ancient and Modern Learning (1694), una Historia de Roma, desde Marco Aurelio a Alejandro Severo (usada posteriormente por Gibbon), Linguarum veterum septentrionalium conspectus, 1708, y un compendio de las leyes galesas, Leges Wallicae, 1730 (obra póstuma). Falleció en Sussex, en 1727, de un edema.

## Semblanza

### Primeros años
William Wotton era el segundo hijo del reverendo Henry Wotton, rector de Wrentham. Era un niño prodigio que podía leer versículos de la Biblia en inglés, latín, griego y hebreo antes de los seis años de edad. En abril de 1676, cuando aún no tenía diez años, fue enviado a Catharine Hall (Cambridge), donde se graduó en 1679. Para entonces, había aprendido árabe, siríaco y arameo, así como conocimientos de lógica, filosofía, matemáticas, geografía, cronología e historia. Sus padres murieron mientras todavía permanecía en Cambridge, y todavía adolescente, sería acogido en casa de Gilbert Burnet, posteriormente obispo de Salisbury. Se le concedió una beca en el Colegio de Saint John, donde obtuvo una maestría en 1683 y un doctorado en 1691. En 1686 fue nombrado coadjutor de Brimpton en Berkshire y al año siguiente resultó elegido miembro de la Royal Society. En enero de 1689 fue nombrado vicario de Lacock en Wiltshire, cargo que ocupó hasta su dimisión en 1693. Poco después de la ordenación, también fue nombrado capellán de Daniel Finch (séptimo conde de Nottingham) y tutor de su familia. Finch le confió la rectoría de Milton Keynes, Buckinghamshire, en 1693.

### Controversia educativa
Wotton comenzó su carrera académica como traductor con una obra de Louis Dupin, "Una nueva historia de escritores eclesiásticos", (13 vols. 1692-1699). Sin embargo, se le recuerda principalmente por su participación en la controversia sobre los respectivos méritos del saber antiguo y moderno. En sus "Reflexiones sobre el saber antiguo y moderno" (1694, y nuevamente 1697) tomó partido por la modernidad, aunque con un espíritu justo e imparcial. Según Joseph Levine, 'de todas las obras de la controversia que habían aparecido en inglés o francés, la suya fue fácilmente la más juiciosa'. Swift atacó en dos de sus obras (The Battle of the Books y Cuento de una barrica) a Wotton, criticando su pedantería. Sin embargo, contribuyó a dejar sentado que 'Wotton no era un mero pedante, sino un intelecto de amplio alcance con un dominio completo del aprendizaje, tanto antiguo como moderno'. Wotton respondió, calificando el Cuento de una barrica de Swift como una de las bromas más profanas sobre la religión de Jesucristo, como tal, jamás publicada”. También comenzó a escribir una biografía del químico Sir Robert Boyle, pero sus notas se perdieron y el trabajo nunca se completó.
Wotton escribió una "Historia de Roma" en (1701) a petición del obispo Burnet, que luego fue utilizada por el historiador Edward Gibbon. En reconocimiento, Burnet le nombró administrador de las prebendas de Salisbury desde 1705. En 1707 recibió un "grado Lambeth" de divinitatis doctor por parte del arzobispo Thomas Tenison en reconocimiento a sus escritos en apoyo de la Iglesia de Inglaterra y contra el deísmo. Alrededor de 1713, Wotton también desarrolló ideas sobre la relación entre lenguas introduciendo el concepto de una protolengua temprana al relacionar el islandés, las lenguas romances y el griego, adelantándose setenta años a la famosa conferencia de Sir William Jones, en la que comparó el sánscrito con los idiomas clásicos. Estas teorías se publicaron tras la muerte de Wotton, como "Un discurso sobre la confusión de idiomas en Babel" (1730).

### "Un alma borracha y prostituta"
En su vida adulta, Wotton fue conocido por ser "un excelente predicador, pero un alma borracha y prostituta". También fue muy extravagante, transformando su rectoría en una mansión de 32 habitaciones. Sin embargo, pudo pedir dinero prestado gracias a sus futuras expectativas de ascenso eclesiástico, como resultado de su estrecha amistad con William Wake, entonces obispo de Lincoln. Entre el verano de 1711 y la primavera de 1712, Wotton pudo haber experimentado una crisis de la mediana edad y escandalizó al vecindario en muchas ocasiones al ser encontrado borracho en público, y también se sabía que había pasado períodos prolongados en los burdeles locales. Wake le advirtió sobre su comportamiento, y finalmente le retiró su amistad y rescindió su promesa de proporcionarle una vida confortable en Buckinghamshire. Tan pronto como se supo que las expectativas del rector se habían desvanecido, los comerciantes locales comenzaron a presionar por el pago de sus deudas. En mayo de 1714, Wotton se vio obligado a abandonar su rectoría en Milton Keynes para evitar a sus acreedores, y durante siete años vivió en Carmarthen, en el suroeste de Gales, bajo la identidad falsa del doctor William Edwards.

### Estudios en Gales
Mientras estaba en Carmarthen, Wotton reformó su carácter y volvió a sus estudios. También pudo restablecer su amistad con Wake, quien se había convertido en Arzobispo de Canterbury en diciembre de 1715.
Comenzó a estudiar galés, y produjo por petición de su amigo una importante edición bilingüe con texto en paralelo en galés y en latín de la Ley Medieval de Gales, tradicionalmente atribuida a Hywel el Bueno. Para hacer esto, primero tuvo que identificar y obtener transcripciones de unos quince manuscritos conocidos en latín o galés medieval, y establecer un texto, y luego comenzar la difícil tarea de traducir la terminología galesa medieval que aparecía tanto en latín como en galés, pero cuyo significado se había perdido en el siglo XVIII. Desde 1721 fue asistido por el erudito galés Moses Williams. Wotton vivió para completar la traducción, pero  cuando murió estaba trabajando en un glosario adjunto, completado por Williams. Todo el trabajo fue publicado en 1730 por su yerno William Clarke en una gran edición in-folio bajo el título "Leges Wallicae".
Mientras estuvo en Carmarthen también realizó estudios sobre las catedrales de Saint David's y Llandaff, que fueron editados por su amigo Browne Willis en 1717 y 1718. Publicó "Discursos varios relacionados con las tradiciones y usos de los escribas y fariseos", que incluía una traducción de parte del Mishná en 1718.

### Muerte
Wotton había pagado a sus acreedores y pudo regresar a Bath en octubre de 1721 y a Londres en junio de 1722, pero su salud era muy mala. Todavía estaba trabajando en su Leges Wallicae, cuando murió de un edema en Buxted, Sussex, el 13 de febrero de 1727.

## Publicaciones
- Cyfreithjeu Hywel Dda ac eraill, seu Leges Wallicae Ecclesiasticae et Civiles Hoeli boni et Aliorum Walliae Principum (London, 1730)
- The History of Rome from the Death of Antoninus Pius to the Death of Severus Alexander, London: Tim. Goodwin, 1701.
- Miscellaneous Discourses relating to the Traditions and Usages of the Scribes and Pharisees (1718)
- (trans.), Louis Ellies Dupin, A new history of ecclesiastical writers, (13 vols. 1692–99)
- Reflections upon Ancient and Modern Learning (1694, 1697)